# Raymordella adusta
Raymordella adusta es una especie de coleóptero de la familia Mordellidae.

## Distribución geográfica
Habita en  África.